# San Francisco (Ayacucho)
San Francisco es una localidad peruana ubicada en el departamento de  Ayacucho, provincia de La Mar, distrito de Ayna. Es asimismo capital del distrito de Ayna. Se encuentra a una altitud de 620 m s. n. m. Tenía una población de 4355 habitantes en 1993.

## Clima
| Parámetros climáticos promedio de San Francisco | Parámetros climáticos promedio de San Francisco | Parámetros climáticos promedio de San Francisco | Parámetros climáticos promedio de San Francisco | Parámetros climáticos promedio de San Francisco | Parámetros climáticos promedio de San Francisco | Parámetros climáticos promedio de San Francisco | Parámetros climáticos promedio de San Francisco | Parámetros climáticos promedio de San Francisco | Parámetros climáticos promedio de San Francisco | Parámetros climáticos promedio de San Francisco | Parámetros climáticos promedio de San Francisco | Parámetros climáticos promedio de San Francisco | Parámetros climáticos promedio de San Francisco |
| Mes                                             | Ene.                                            | Feb.                                            | Mar.                                            | Abr.                                            | May.                                            | Jun.                                            | Jul.                                            | Ago.                                            | Sep.                                            | Oct.                                            | Nov.                                            | Dic.                                            | Anual                                           |
| ----------------------------------------------- | ----------------------------------------------- | ----------------------------------------------- | ----------------------------------------------- | ----------------------------------------------- | ----------------------------------------------- | ----------------------------------------------- | ----------------------------------------------- | ----------------------------------------------- | ----------------------------------------------- | ----------------------------------------------- | ----------------------------------------------- | ----------------------------------------------- | ----------------------------------------------- |
| Temp. máx. media (°C)                           | 19                                              | 19                                              | 19                                              | 20                                              | 20                                              | 19                                              | 19                                              | 20                                              | 20                                              | 21                                              | 21                                              | 21                                              | 19.8                                            |
| Temp. mín. media (°C)                           | 7                                               | 7                                               | 6                                               | 5                                               | 3                                               | 1                                               | 0                                               | 2                                               | 4                                               | 6                                               | 6                                               | 6.5                                             | 4.5                                             |
| Fuente: Accuweather                             |                                                 |                                                 |                                                 |                                                 |                                                 |                                                 |                                                 |                                                 |                                                 |                                                 |                                                 |                                                 |                                                 |